# 陳鑑 (宣德進士)
陳鑑，字貞明，高安人，明朝官員，宣德丁未進士。

## 生平
宣德二年，其中進士，授行人。正統年間，改為監察御史，出按順天、貴州。當時恰逢麓川民變，屢次上書請罪通貢。當時明軍屢次遠征，軍民疲敝。舉朝皆知其不可，但鑒於劉球之禍，群臣不敢進諫。正統十八年，陳鑒上書抗議發兵。王振大怒，改其為雲南參議，派至騰沖招賊。后逮捕入獄。明景帝繼位后，得釋。授河南參議，不久致仕歸鄉。